# Moorrege
Moorrege er en by og en kommune i det nordlige Tyskland, beliggende i Amt Moorrege under Kreis Pinneberg. Kreis Pinneberg ligger i den sydlige del af delstaten Slesvig-Holsten.

## Geografi
I kommunen ligger landsbyerne Bauland, Heidrege, Klevendeich, Moorrege og Oberglinde. Bauland og Klevendeich ligger i Haseldorfer Marsch. Heidrege, Moorrege og Oberglinde ligger hovedsagelig på geesten og er i løbet af det 20. århundrede nærmest vokset sammen.
Moorrege ligger ved vandløbet Pinnau og grænser til byen Uetersen og kommunerne Appen, Heist, Haselau og Neuendeich. Hovedvejen B 431 og den historiske oksevej går gennem kommunen.